# P-30 (航空機)
 P-30/PB-2
P-30 (PB-2)
- 用途：戦闘機
- 設計者：ロバート・J・ウッド
- 製造者： デトロイト・ロッキード/コンソリデーテッド
- 運用者： アメリカ陸軍（航空隊）
- 初飛行：1931年9月(YP-24)
- 生産数：61機(各機合計)
- 運用開始：1935年4月
- 退役：1942年
- 運用状況：退役

P-30はコンソリデーテッド社製の1930年代のアメリカ陸軍航空隊の複座戦闘機。元はデトロイト・ロッキード社がYP-24として開発していたが、会社の倒産によってコンソリデーテッド社が開発を継承した。のちに複座追撃機に再分類され、PB-2の名称が与えられた。

## 概要

### YP-24,YA-9

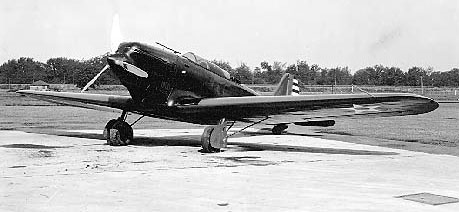
YP-24

デトロイト・ロッキード社は陸軍航空隊の試作発注を得て、社内名称XP-900を開発した。
YP-24として1931年9月に初飛行した当機は、最高速度346km/hを記録し、複座戦闘機にもかかわらず単座戦闘機よりも優れた高速性能を示した。その後YP-24はテスト中に墜落してしまったが、性能に満足した陸軍航空隊は評価試験機として戦闘機型Y1P-24と攻撃機型YA-9をそれぞれ5機ずつ発注した。
しかし、YP-24墜落から一週間後にデトロイト・ロッキード社の親会社であるデトロイト・エアクラフト社が倒産してしまい、Y1P-24及びYA-9の製造計画は破綻した。

### Y1P-25,Y1A-11

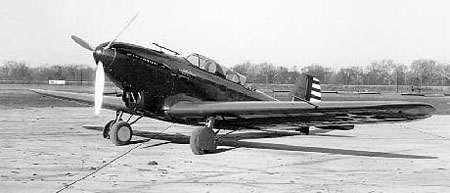
Y1A-11

その後コンソリデーテッド社に雇用された当機の設計者であるロバート・J・ウッドは、Y1P-24を改良したコンソリデーテッド・モデル25という設計案を示し、Y1P-24計画続行を望んでいたアメリカ陸軍は1932年3月にモデル25をY1P-25として2機発注した (後にY1P-25、攻撃型Y1A-11各1機に変更) 。
12月に完成した機体は主翼を全金属製としたためYP-24と比べて重くなったが、新たに排気タービン過給器を搭載したため、テストでは10 %近く速度が向上した (Y1A-11には非搭載) 。しかし翌年1月のテスト中に両機とも空中分解事故を起して失われた。

### P-30,A-11

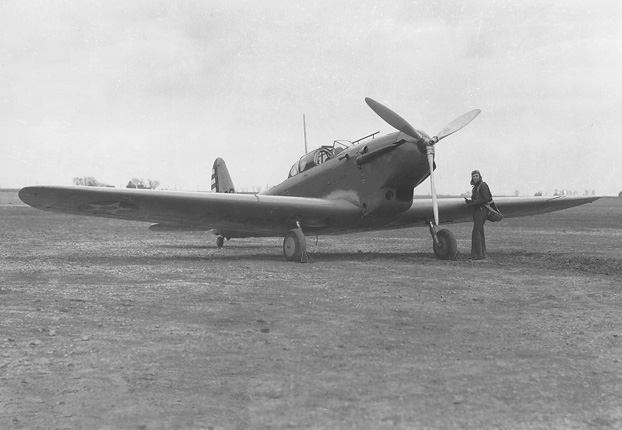
A-11

事故から2ヶ月後、陸軍は事故の反省から機体の強度を上げるなどの改良を施したP-30 (後にPB-2) 、A-11 (不採用) を各4機試験機として発注した。
1934年1月からテストに入り、P-30は12月に正式採用されてP-30Aとして50機が生産された。生産途中で命名法が変更されて複座追撃機 (PursuitBiplace) のカテゴリが新設され、当機もPB-2Aに改称された。
しかし、高速機動による振動で後席銃手は頻繁にブラックアウトしてしまい、高速性能と複座戦闘機の両立が難しくなったため、陸軍航空隊は複座戦闘機の運用を疑問視し、当機以降複座戦闘機は夜間戦闘機を除き製造しなくなった。

### その他派生型
エンジンをV-1570から換装した機体がそれぞれ計画されたが、いずれも発注されなかった。
- YP-27:P&W R-1340-21G (550hp) に換装
- Y1P-28:P&W R-1340-19F (600hp) に換装
- XP-33:P&W R-1830-1 (800hp) に換装
- XA-11:アリソンXV-1710-7 (1,000hp) に換装

## スペック

### YP-24
- 乗員:2名
- 全幅:13.03 m
- 全長:8.76 m
- 全高:2.49 m
- 翼面積:27.13 m2
- 重量:1,365 kg
- 全備重量:1,978 kg

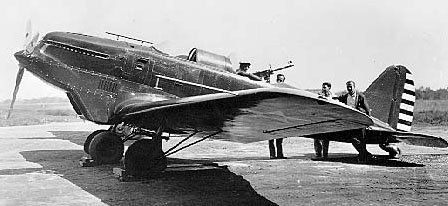
YP-24

- 発動機:カーチス V-1570-23 液冷12気筒 600 hp
- 最高速度:346 km/h
- 実用上昇限度:8,047 m
- 航続距離:895 km
- 武装
  - 12.7mm 機銃×1
  - 7.62mm 機銃×1(機首)
  - 7.62mm 機銃×1(後方旋回)

### Y1P-25
- 乗員:2名
- 全幅:13.36 m
- 全長:8.94 m
- 全高:2.62 m
- 翼面積:不明
- 重量:1,763 kg
- 全備重量:2,318 kg

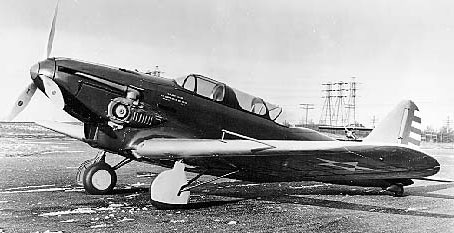
Y1P-25

- 発動機:カーチス V-1570-27 液冷12気筒 600 hp
- 最高速度:398 km/h
- 実用上昇限度:8,047 m
- 航続距離:不明
- 武装
  - 12.7mm 機銃×1
  - 7.62mm 機銃×1(機首)
  - 7.62mm 機銃×1(後方旋回)

### P-30A
- 乗員:2名
- 全幅:13.39 m
- 全長:9.14 m
- 全高:2.51 m
- 翼面積:27.80 m2
- 重量:1,953 kg
- 全備重量:2,560 kg

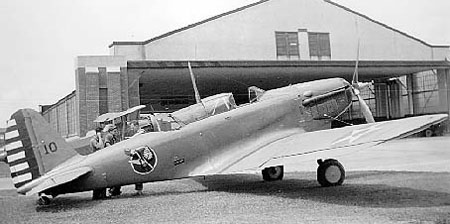
P-30A

- 発動機:カーチス V-1570-61 液冷12気筒 700 hp
- 最高速度:442 km/h
- 実用上昇限度:8,534 m
- 航続距離:818 km
- 武装
  - 7.62mm 機銃×2(機首)
  - 7.62mm 機銃×1(後方旋回)